# Koppels
Koppels (later tevens uitgezonden onder de titel Midlife Crisis) is een dramaserie geschreven door Hans Galesloot en Simone Kome-van Breugel voor de Nederlandse televisiezender Talpa. De serie is geregisseerd door Pieter van Rijn, Marc de Cloe, Ron Termaat en Allard Bekker.
De arena van de serie is het beproefde dertigers-relatiedrama, maar fris en nieuw is het onderzoeken van de grenzen van de seksuele identiteit. Thematisch gaat de serie over hetero's, homo's en lesbo's, die via allerlei kruisverbanden liefdesrelaties met elkaar onderhouden. In deze Nederlandse serie gaan mensen van rond de dertig jaar op zoek naar geluk in het leven. Relaties, carrière, kinderen, het komt allemaal op gevarieerde wijze aan bod.
In de Nederlandse versie speelden onder meer Nienke Römer, Joep Sertons, Maria Kraakman, Cindy de Quant, Rosa Reuten en Jeroen van Koningsbrugge. Het eerste en tevens enige seizoen ging op 4 januari 2006 van start op Talpa. Dit seizoen is op dvd verschenen. In het voorjaar van 2008 is de serie met succes uitgezonden in België op Eén, de eerste zender van de Vlaamse VRT. In 2009 en 2010 is Koppels tweemaal herhaald op de VRT. De serie is eveneens uitgezonden in Frankrijk en Rusland, alwaar de vrije en open omgang met homoseksualiteit als een typische Hollandse verworvenheid werd gezien. In Frankrijk is Koppels in het Frans nagesynchroniseerd. RTL 4 zond de serie vanaf 6 juli 2008 opnieuw uit onder de naam 'Midlife Crisis.'